# Hold Heart
«Hold Heart» es el tercer sencillo de Nana Kitade. Debutó en el puesto 95 del oricon y se estableció ahí por 2 semanas consecutivas.

## Videoclip
El videoclip "Hold heart" se concentra en dar un plano más triste y serio visual y musicalmente. El video se desarrolla con escenas en blanco y la cantante actuando adentro de lo que podría pensarse que es la nada misma. Esta escena adentro de un marco de color azul.

## Canciones
1. «Hold Heart» - 4:00
2. «Blue Butterfly» - 4:28

## Posicionamiento
| Release   | Title        | Oricon singles sales chart peak positions and sales | Oricon singles sales chart peak positions and sales | Oricon singles sales chart peak positions and sales | Oricon singles sales chart peak positions and sales | Oricon singles sales chart peak positions and sales | Oricon singles sales chart peak positions and sales | Álbum        |
| Release   | Title        | Daily                                               | Weekly                                              | Monthly                                             | Yearly                                              | Debut                                               | Overall                                             | Álbum        |
| --------- | ------------ | --------------------------------------------------- | --------------------------------------------------- | --------------------------------------------------- | --------------------------------------------------- | --------------------------------------------------- | --------------------------------------------------- | ------------ |
| 7/22/2004 | «Hold Heart» | --                                                  | 95                                                  | ?                                                   | ?                                                   | ?                                                   | ?                                                   | 18: Eighteen |

- Datos: Q3786249